# Parafia Przemienienia Pańskiego w Brzeziu
Parafia Przemienienia Pańskiego w Brzeziu – rzymskokatolicka parafia znajdująca się w archidiecezji krakowskiej, w dekanacie Niegowić, w Polsce.

## Proboszczowie
- ks. Piotr Grzesik(2022– )[1]